# Ферру (Ковильян)
Ферру (порт. Ferro) — район (фрегезия) в Португалии, входит в округ Каштелу-Бранку. Является составной частью муниципалитета Ковильян. По старому административному делению входил в провинцию Бейра-Байша. Входит в экономико-статистический субрегион Кова-да-Бейра, который входит в Центральный регион. Население составляет 1834 человека на 2001 год. Занимает площадь 27,19 км².
Покровителем района считается Святой Себастьян (порт. São Sebastião).